# グッド・タイムズ・バッド・タイムズ
「グッド・タイムズ・バッド・タイムズ」 (Good Times Bad Times) は、イギリスのロックグループ、レッド・ツェッペリンの楽曲。レッド・ツェッペリンのデビューアルバム『レッド・ツェッペリン I』の1曲目に収められた。1969年3月10日、アメリカでシングルカットされた。
ジョン・ポール・ジョーンズはこの曲のリフについて、自身が書いた曲の中で最も難しいものの一つだと語った。
この曲がレッド・ツェッペリンのライブで演奏されることは滅多になく、1969年のヨーロッパツアーでは「コミュニケイション・ブレイクダウン」のイントロとしてイントロ部のみ披露され、それ以降のライブでは「胸いっぱいの愛を」のメドレー中などで演奏されるのみであったが、2007年の再結成ライブでは最初にこの曲が演奏された。
山下達郎は渋谷陽一との対談で「この曲はR&Bだ」と述べている。
この曲のジョン・ボーナムのバスドラムのフレーズを聴いた日本のドラマー達は「ツインバスドラムで演奏されているフレーズ」と長年信じ込んでいた。
2007年、アメリカのロックバンドゴッドスマックがカバーした。